# HK45
Die HK45 ist eine vom deutschen Unternehmen Heckler & Koch (HK) entwickelte Pistole im Kaliber .45 ACP. Die Pistole wurde im Rahmen des US-amerikanischen Joint-Combat-Pistol-Programmes entwickelt, in dem ein Nachfolger für die bestehenden Pistolen der US-Army gesucht wurde. Dieses Programm wurde 2006 eingestellt.
Die HK45 ist, wie die P30, eine Weiterentwicklung der USP-Reihe (Universelle Selbstlade-Pistole). Während jedoch die HK P30 für den europäischen Polizeimarkt und dem dort üblichen Kaliber 9 × 19 mm entwickelt wurde, wurde die HK45 mit dem stärkeren Kaliber im Zuge des Joint Combat Pistol-Programms der US-Army entwickelt, welches 2006 eingestellt wurde. Die HK45 hat dieselben Verbesserungen, wie einen verstellbaren, ergonomischen Griff und ein dünneres Design, die schon mit der P30 eingeführt wurden.
Sie ist in einer normalen (HK45), einer kompakten Version (HK45C) und als HK45 Compact Tactical erhältlich. Letztere Version besitzt einen längeren Lauf mit Außengewinde für eine Schalldämpfermontage.
Sie wird nur noch in den USA produziert und von Heckler & Koch nicht mehr in Europa angeboten.
Die Abzugsgruppe ist modular aufgebaut und verfügbar als Double Action/Single Action (DA/SA), Double Action Only (DAO) und als LEM-Version (Law Enforcement Modification) von HK. Die Pistolen sind serienmäßig mit einer Picatinny-Schiene ausgestattet.